# کیو ساکاموتو
کیو ساکاموتو (انگلیسی: Kyu Sakamoto; ۱۰ دسامبر ۱۹۴۱ – ۱۲ اوت ۱۹۸۵) خواننده و بازیگر اهل ژاپن بود.